# Jesse Colin Young
Jesse Colin Young, född Perry Miller den 22 november 1941 i Queens, New York, död 16 mars 2025 i Aiken, South Carolina, var en amerikansk sångare, gitarrist och låtskrivare. Under 1960-talets slut fram till 1972 var han sångare och frontfigur i musikgruppen The Youngbloods som fick en stor hit med låten "Get Together" 1969. Young lanserade därefter ett stort antal soloalbum.

## Karriär
Under 1960-talet, medan han bodde i Greenwich Village-delen av Manhattan, släppte Young två soloalbum, The Soul of a City Boy och Young Blood. Han bildade sedan gruppen The Youngbloods med gitarristen Jerry Corbitt, keyboardisten och gitarristen Lowell "Banana" Levinger och trummisen Joe Bauer.
Young lämnade The Youngbloods 1972 och släppte ett soloalbum, Together. Han fortsatte turnera och återförenade The Youngbloods 1984 innan han återvände till en solo-karriär 1987. 1993 startade han ett skivbolag, Ridgetop Music.

## Diskografi
Soloalbum
- 1964 – The Soul of a City Boy
- 1965 – Young Blood
- 1972 – Together
- 1973 – Song for Juli
- 1974 – Lightshine
- 1975 – Songbird
- 1976 – On the Road
- 1977 – Love on the Wing
- 1978 – American Dreams
- 1982 – The Perfect Stranger
- 1987 – The Highway is for Heroes
- 1993 – Makin' It Real
- 1994 – Swept Away
- 1996 – Sweetwater
- 2001 – Walk The Talk
- 2003 – Perfect Stranger
- 2004 – Living In Paradise
- 2006 – Celtic Mambo
- 2019 – Dreamers